# Relaciones Nicaragua-Rusia
Relaciones Nicaragua-Rusia se refiere a las relaciones históricas entre Rusia y Nicaragua.
Las misiones diplomáticas se firmaron el 18 de octubre de 1979, entre Nicaragua y la Unión Soviética unos meses después de la revolución sandinista. Rusia es el único sucesor de la Unión Soviética, por lo que los lazos han continuado naturalmente con Rusia desde los Acuerdos Belavezha. Rusia tiene una embajada en Managua. Nicaragua tiene una embajada en Moscú.

## Relaciones con los sandinistas
Durante la década de 1980, la Unión Soviética prestó pleno apoyo político, económico, militar y diplomático al gobierno de izquierda de Nicaragua. Esto no fue sólo una reacción al movimiento contra la resistencia sino una alianza de pleno derecho con la Unión Soviética, que proporcionó crédito gratuito, subsidios económicos y subvenciones de armas pesadas. Los nicaragüenses obtuvieron sin costo armamentos como helicópteros de ataque (Hinds) y helicópteros de transporte (Mil Mi-17, Mi-17).
Nicaragua votó consistentemente por las causas comunistas durante los años ochenta. El ejército cubano y los delegados políticos, subsidiados por el dinero ruso, tenían personal permanente en Nicaragua, haciendo del país un miembro del bloque comunista. Después de que el líder sandinista Daniel Ortega volvió al poder en 2007, Rusia asumió el rol de patrón para Nicaragua Nicaragua fue el segundo país después de Rusia en reconocer los disputados territorios de Osetia del Sur y Abjasia. En septiembre de 2008, tal vez en respuesta al apoyo de Nicaragua sobre los territorios separatistas, Rusia ofreció fortalecer los lazos con Nicaragua y proporcionar ayuda a Nicaragua para ayudar a reconstruir las áreas dañadas por los huracanes.
En diciembre de 2008, los buques de guerra rusos visitaron Nicaragua por invitación del presidente Daniel Ortega, aunque Wilfredo Navarro de la oposición (Partido Liberal Constitucionalista (Partido Liberal Constitucionalista)] dijo que sin la aprobación parlamentaria la visita naval sería una violación de la Constitución. Durante la visita, funcionarios rusos donaron cerca de 200.000 dólares en generadores y computadoras a los hospitales, la policía y el ejército.
Poco después, el 18 de diciembre de 2008, Rusia y Nicaragua concluyeron varios acuerdos bilaterales después de las conversaciones entre los presidentes Dmitri Medvédev y Daniel Ortega en Moscú, incluyendo Memorandos de entendimiento entre los ministerios de agricultura de los países y entre la Agencia Espacial Federal Rusa y el Instituto de Telecomunicaciones y Servicios Postales de Nicaragua. El apoyo ruso ha cobrado mayor importancia para Nicaragua tras la retirada, a finales de 2008, de la ayuda estadounidense y europea debido a la preocupación por el fraude electoral y la gestión de los derechos humanos y la democracia. En abril de 2009, Nicaragua redujo el requisito de que los turistas rusos obtengan visas.
El 12 de julio de 2014, Vladímir Putin hizo una visita de Estado oficial a Nicaragua. Sostuvo una reunión en Managua con el presidente de Nicaragua Daniel Ortega.
La Laguna de Nejapa, un cráter volcánico en Managua (Managua), hospedará un sitio de satélite de GLONASS, el equivalente ruso al GPS. Medios estadounidenses han especulado que se puede utilizar para inteligencia de señales.

### Guerra ruso-ucraniana
Después de que Rusia anexara Crimea de Ucrania el 18 de marzo de 2014, el gobierno nicaragüense reconoció oficialmente a Crimea como parte de Rusia.
En junio de 2022, la televisión estatal rusa anunció que el presidente de Nicaragua, Daniel Ortega, invitó a las Fuerzas Armadas rusas a ingresar a su país en el segundo semestre de 2022. La presentadora de la televisión estatal Olga Skabeeva dijo: "Es hora de que Rusia despliegue algo poderoso más cerca de la ciudad estadounidense sobre una colina".